# Gwiazda Pełczyńskiego
Gwiazda Pełczyńskiego (gwiazda naprężeń) – graficzna reprezentacja stanu naprężenia, opracowana przez profesora Politechniki Warszawskiej Tadeusza Pełczyńskiego. Gwiazda Pełczyńskiego pozwala znaleźć wykreślnie wartości naprężeń głównych i maksymalnych naprężeń stycznych.

## Konstrukcja

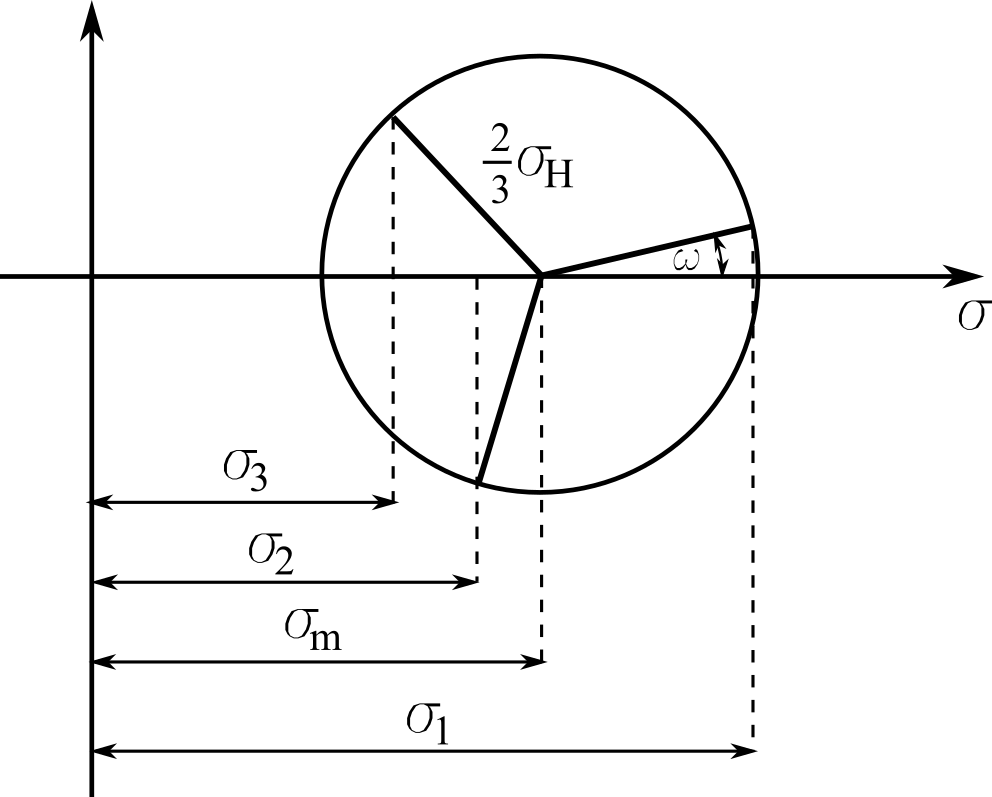
Konstrukcja gwiazdy Pełczyńskiego

Skonstruowanie gwiazdy Pełczyńskiego możliwe jest po wyznaczeniu niezmienników stanu naprężenia, oznaczonych przez {\displaystyle \sigma _{\text{m}},} {\displaystyle \sigma _{\text{H}}} oraz {\displaystyle \omega }. Konstrukcja polega na wyrysowaniu w układzie {\displaystyle \sigma -\tau } okręgu o środku w punkcie {\displaystyle (\sigma _{\text{m}},0)} i promieniu {\displaystyle {\frac {2}{3}}\sigma _{\text{H}}.} Następnie z punktu {\displaystyle (\sigma _{\text{m}},0)} do okręgu prowadzone są trzy odcinki nachylone pod kątami odpowiednio {\displaystyle \omega ,} {\displaystyle \omega -120^{\circ },} {\displaystyle \omega -240^{\circ }.} Rzutowanie na oś poziomą punktów wyznaczonych przez przecięcie odcinków oraz okręgu definiuje wartości naprężeń głównych.

## Teoria
Poszukiwane naprężenia główne są pierwiastkami równania
|  |  | {\displaystyle \sigma ^{3}-3\sigma _{\text{m}}\sigma ^{2}+N_{1}\sigma -N_{2}=0,} |  | (1) |

w którym
{\displaystyle \sigma _{\text{m}}={\frac {\sigma _{x}+\sigma _{y}+\sigma _{z}}{3}},}
{\displaystyle N_{1}=\sigma _{x}\sigma _{y}+\sigma _{y}\sigma _{z}+\sigma _{z}\sigma _{x}-\tau _{xy}^{2}-\tau _{yz}^{2}-\tau _{zx}^{2},}
{\displaystyle N_{2}=\sigma _{x}\sigma _{y}\sigma _{z}+2\tau _{xy}\tau _{yz}\tau _{zx}-\sigma _{x}\tau _{yz}^{2}-\sigma _{y}\tau _{zx}^{2}-\sigma _{z}\tau _{xy}^{2}.}

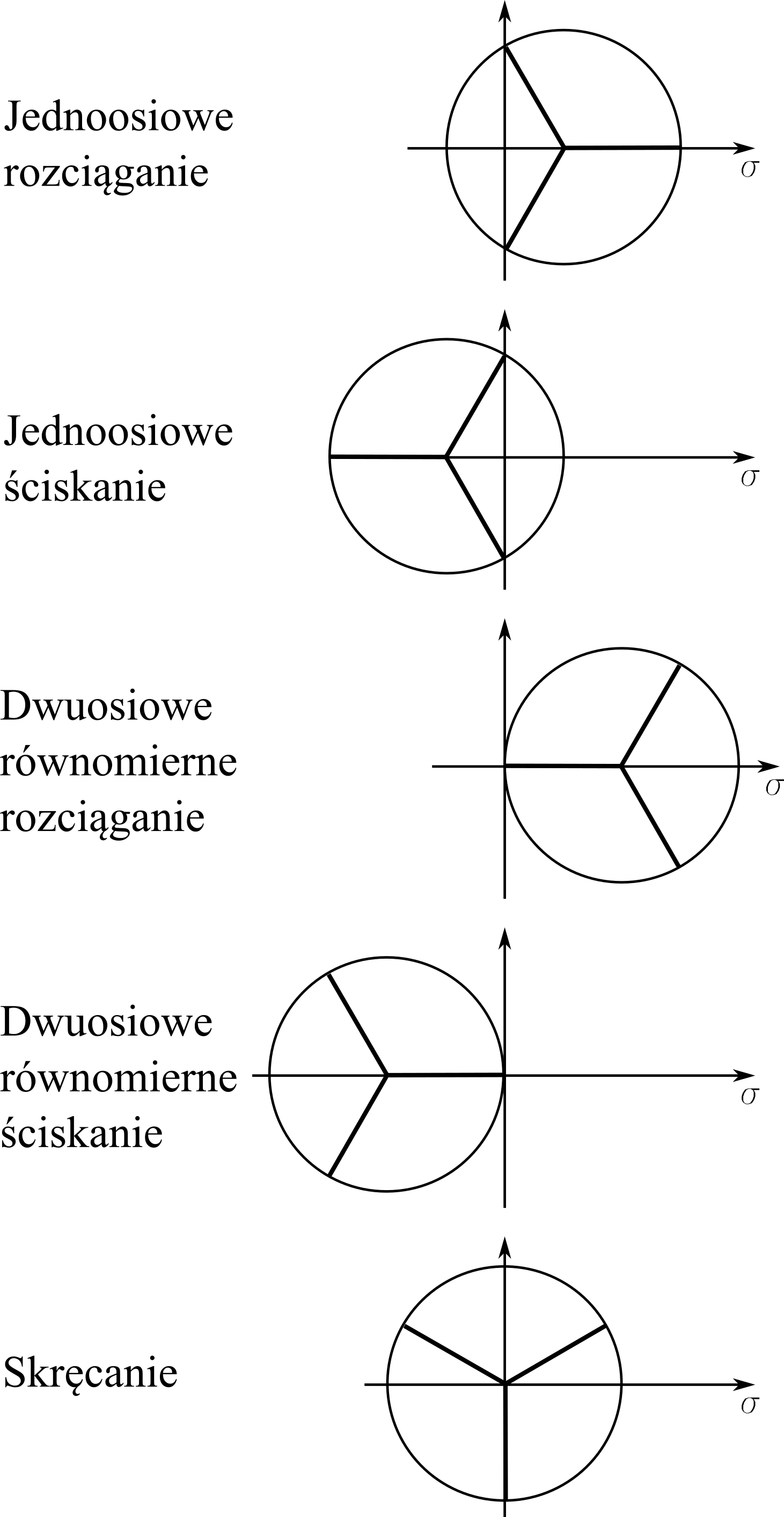
Gwiazdy naprężeń dla najprostszych przypadków obciążenia

Równanie (1) można rozwiązać stosując podstawienie
|  |  | {\displaystyle \sigma =S+\sigma _{\text{m}}.} |  | (2) |

Wtedy równanie (1) przyjmuje postać
{\displaystyle S^{3}\underbrace {-(3\sigma _{\text{m}}^{2}-N_{1})} _{a}S\underbrace {-(2\sigma _{\text{m}}^{3}-\sigma _{\text{m}}N_{1}+N_{2})} _{b}=0.}
Pierwiastkami powyższego równania są
|  |  | {\displaystyle {\begin{aligned}&S_{1}=2{\sqrt {-{\frac {a}{3}}}}\cos(\omega )={\frac {2}{3}}\sigma _{\text{H}}\cos(\omega ),\\&S_{2}=2{\sqrt {-{\frac {a}{3}}}}\cos(\omega -120^{\circ })={\frac {2}{3}}\sigma _{\text{H}}\cos(\omega -120^{\circ }),\\&S_{3}=2{\sqrt {-{\frac {a}{3}}}}\cos(\omega -240^{\circ })={\frac {2}{3}}\sigma _{\text{H}}\cos(\omega -240^{\circ }),\end{aligned}}} |  | (3) |

przy czym
{\displaystyle \cos(3\omega )={\frac {-b}{2{\sqrt {\left(-{\frac {a}{3}}\right)^{3}}}}}={\frac {2\sigma _{\text{m}}^{3}-\sigma _{\text{m}}N_{1}+N_{2}}{2{\sqrt {\left({\frac {3\sigma _{\text{m}}^{2}-N_{1}}{3}}\right)^{3}}}}},}
oraz
{\displaystyle \sigma _{\text{H}}={\frac {\sqrt {2}}{2}}{\sqrt {(\sigma _{x}-\sigma _{y})^{2}+(\sigma _{y}-\sigma _{z})^{2}+(\sigma _{z}-\sigma _{x})^{2}+6(\tau _{xy}^{2}+\tau _{yz}^{2}+\tau _{zx}^{2})}}.}
Po podstawieniu (3) do (2) otrzymano
|  |  | {\displaystyle {\begin{aligned}&\sigma _{1}=\sigma _{\text{m}}+{\frac {2}{3}}\sigma _{\text{H}}\cos(\omega ),\\&\sigma _{2}=\sigma _{\text{m}}+{\frac {2}{3}}\sigma _{\text{H}}\cos(\omega -120^{\circ }),\\&\sigma _{3}=\sigma _{\text{m}}+{\frac {2}{3}}\sigma _{\text{H}}\cos(\omega -240^{\circ }).\end{aligned}}} |  | (4) |

Należy zaznaczyć, że {\displaystyle \sigma _{\text{m}},} {\displaystyle \sigma _{\text{H}}} oraz {\displaystyle \omega } są niezmiennikami stanu naprężenia.
Przy przyjęciu układu współrzędnych, zgodnego z kierunkami naprężeń głównych, niezmienniki opisane są wzorami
{\displaystyle {\begin{aligned}&\sigma _{\text{m}}={\frac {\sigma _{1}+\sigma _{2}+\sigma _{3}}{3}},\\&\sigma _{\text{H}}={\frac {\sqrt {2}}{2}}{\sqrt {(\sigma _{1}-\sigma _{2})^{2}+(\sigma _{2}-\sigma _{3})^{2}+(\sigma _{1}-\sigma _{3})^{2}}},\end{aligned}}}
natomiast
{\displaystyle \cos(\omega )={\frac {\sigma _{1}-\sigma _{\text{m}}}{{\frac {2}{3}}\sigma _{\text{H}}}}.}
Postać wzorów (4) definiuje bezpośrednio graficzną interpretację, przedstawioną powyżej.